# Onosandrus fuscodorsalis
Onosandrus fuscodorsalis är en insektsart som beskrevs av Sjöstedt 1913. Onosandrus fuscodorsalis ingår i släktet Onosandrus och familjen Anostostomatidae. Inga underarter finns listade i Catalogue of Life.